# Peter Van Der Heyden
Peter Van Der Heyden (16 de juliol de 1976) és un exfutbolista belga.

## Selecció de Bèlgica
Va formar part de l'equip belga a la Copa del Món de 2002. Entre d'altres fou jugador de F.C. Denderleeuw, Eendracht Aalst, VfL Wolfsburg i FSV Mainz 05 i Club Brugge.